# Ornithogalum sephtonii
Ornithogalum sephtonii là một loài thực vật có hoa trong họ Măng tây. Loài này được Hilliard & B.L.Burtt mô tả khoa học đầu tiên năm 1983.